# Arwed Emminghaus
Karl Bernhard Arwed Emminghaus, född 22 augusti 1831 Niederroßla vid Apolda, död 8 februari 1916 i Gotha, var en tysk nationalekonom, kusin till Hermann Emminghaus.
Emminghaus övertog 1861 redaktionen av "Bremer Handelsblattes", grundlade 1865 "Deutsche Gesellschaft zur Rettung Schiffbrüchiger" (Tyska sällskapet för skeppsbrutnas räddning), utnämndes 1866 till professor i nationalekonomi vid Polytechnikum i Karlsruhe och var 1873-1903 direktör för "Lebensversicherungsbank für Deutschland" i Gotha. 
Bland Emminghaus många arbeten märks Schweizerische Volkswirthschaft (1860-61), Allgemeine Gewerkslehre (1868), Das Armenwesen und die Armengesetzgebung in europäischen Staaten (1870), Ernst Wilhelm Arnoldi, Leben und Schöpfungen eines deutschen Kaufmanns (1878) och flera skrifter i livförsäkringsfrågor.